# ریخته‌گری توخالی

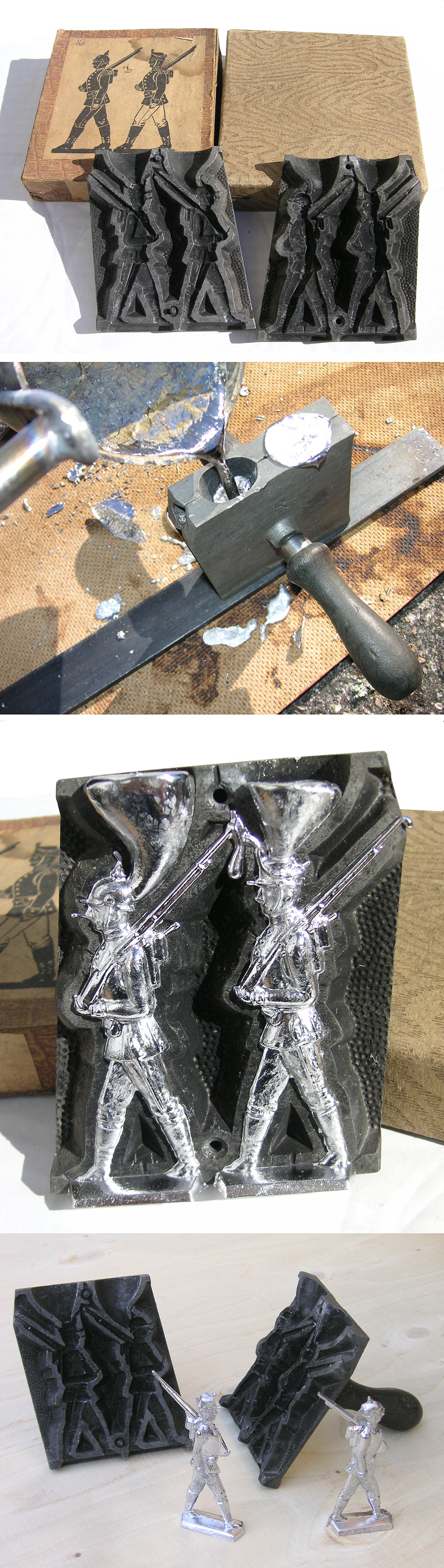
ریخته گری مجسمه به روش توخالی

ریخته‌گری توخالی (به انگلیسی: Slush Casting) نوعی روش ریخته‌گری سنتی است که در آن از قالب دائمی (به انگلیسی: Permanent Mold) استفاده می‌شود و در آن به مذاب اجازه انجماد کامل داده نمی‌شود و یک قطعه توخالی تولید می‌شود.

## سازوکار
سازوکار این نوع ریخته‌گری به این صورت است که انجماد مذاب از دیواره‌ها آغاز می‌گردد و رفته رفته به لایه‌های منجمد شده اضافه می‌شود. در این روش، هندسه درونی قطعه قابل کنترل نیست؛ بدین شکل که مذاب فلز داخل قالب ریخته شده و با توجه به زمانی که اجازه داده می‌شود تا مذاب درون قالب منجمد گردد، ضخامت پوسته فلزی  دیواره قطعه تعیین می‌شود. در نهایت قالب برگردانده شده و باقی مذاب که هنوز منجمد نشده است، از قالب خارج می‌شود. بدیهی است که در این روش ضخامت دیواره قطعه توخالی یکسان نمی‌باشد.
این فرایند توسط گرانش، با پیش‌گرم کردن قالب تا ۱۵۰– ۲۰۰ درجه سانتیگراد آغاز می‌شود. برای سهولت جریان و کاهش آسیب حرارتی در ریخته‌گری، قالب با رنگ نسوز پوشش داده می‌شود که مانع از چسبیدن مذاب به قالب و باعث افزایش طول عمر آن می‌شود.
به منظور به حداقل رساندن ترک و تخلخل در قطعه، فلز در پایین‌ترین درجه حرارت ممکن ریخته می‌شود.
در اکثر روش‌های ریخته‌گری، برای تهیه قطعات توخالی از ماهیچه استفاده می‌گردد. بدین شکل که قطعه‌ای را درون قالب قرار می‌دهند و سپس مذاب را درون قالب می‌ریزند. پس از انجماد کامل مذاب، حفره توخالی درون قطعه ایجاد می‌گردد. اما در ریخته‌گری توخالی، بدون نیاز به ماهیچه، با تخلیه بخشی از مذاب پیش از انجماد، قطعه توخالی تشکیل می‌گردد.

## قالب
قالب ریخته‌گری شامل دو نیمه است و معمولاً از چدن خاکستری تشکیل شده‌است و مقاومت به خستگی حرارتی بالایی دارد. همچنین از قالب‌های فولادی، برنزی و گرافیتی نیزاستفاده می‌شود. وی‍ژگی این قالب‌ها انتقال حرارت سریع و در نتیجه اجازه تخلیه مذاب داخل پوسته منجمد شده می‌باشد. 

## کاربرد

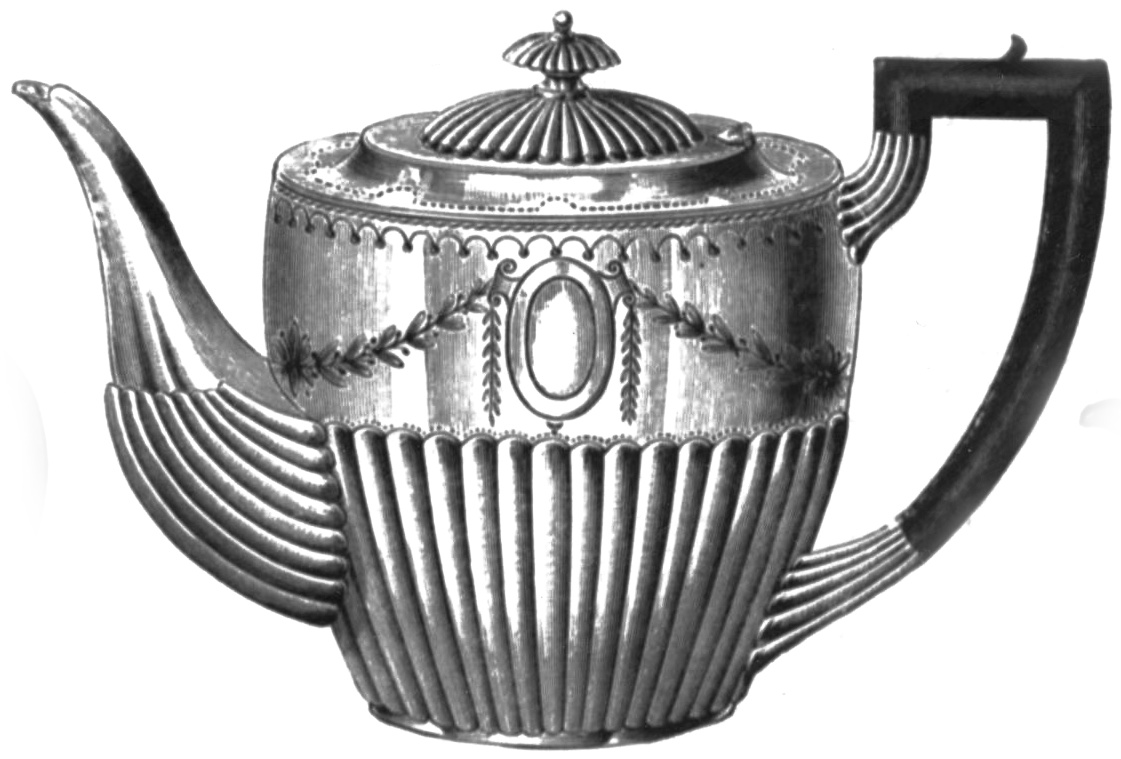
لوله قوری ای فلزی با روش توخالی ریخته گری می‌شوند.

این فرایند ریخته‌گری، برای ساخت لوله قوری و کتری، اسباب بازی‌ها مانند عروسک، قطعات تزئینی و زینتی مانند انواع  مجسمه‌ها، جاشمعی، جواهرآلات، پایه لامپ، گلدان، کاسه و... استفاده می‌شود و کاربرد صنعتی ندارد چرا که قطعات ساخته شده از این روش ریخته‌گری خواص ریخته‌گری یکنواخت و کنترل شده ندارند. همچنین استحکام مکانیکی بالایی ندارند و دارای ظریف‌کاری نیستند. ریخته‌گری تو خالی یک وسیله ضروری برای ساخت کپی ماسک و کلاه ایمنی از قالب برای پروژه‌های لباس است.

## فرایند ساخت
در این فرایند از یک قالب دائمی استفاده می‌شود.
مواد مذاب به داخل قالب ریخته می‌شود به دلیل اینکه انجماد از لایه بیرون به درون اتفاق میفتد.
می‌توان با بر عکس کردن قالب مواد مذابی که در آن وجود دارد را خالی کرد و قطعه را تو خالی کرد.

## مزایا و معایب

### مزایا:
1. این روش نیازی به ماهیچه ، سیستم راهگاهی و تغذیه ندارد.
2. در این روش عیوب گازی و تلاطم مذاب وجود ندارد.
3. مقدار مذاب مصرفی کم است.
4. سرعت ریخته‌گری قابل توجه است.

### معایب:
1. هزینه بالای ساخت قالب
2. محدودیت در نقطه ذوب ریخه‌گری فلزات
3. طول عمر پایین قالب در ریخته‌گری آلیاژهای چدن و فولاد.
4. نداشتن کنترل دقیق بر روی میزان خالی شدن و یکنواختی ضخامت قطعه نهایی

## خواص و ملاحظات تولید
ریخته‌گری توخالی نوعی ریخته‌گری قالب دائمی است، بنابراین بسیاری از اصول اساسی فرایند قالب دائمی اعمال می‌شود.
ریخته‌گری توخالی به‌طور عمده برای مواد دارای دمای ذوب پایین‌تر مناسب است. روی، قلع یا آلیاژهای آلومینیومی معمولاً در صنعت تولید، ریخته می‌شوند.
در ریخته‌گری قطعاتی که با ریخته‌گری توخالی تولید می‌شوند، دقت کنترل قدرت ریخته‌گری فلز و دیگر خواص مکانیکی دشوار است.
هندسه درونی ریخته‌گری را نمی‌توان با این روند کنترل کرد.
فلز توخالی تولید شده توسط این فرایند، سبک‌تر از قطعات جامد است و صرفه جویی در مواد را در پی دارد.